# 哈里·斯通西弗
哈里·柯蒂斯·斯通西弗（英語：Harry Curtis Stonecipher，1936年5月16日—），曾是波音公司总裁、董事长、首席执行官。

## 生平
1936年，出生。
1960年，毕业于田納西理工大學。
1979年，任通用电气航空发动机副总裁。
1987年，任汉胜集团总裁兼首席执行官。
1994年，为麦道公司总裁兼首席执行官。
1997年，与波音公司的合并，任波音公司总裁、首席运营官、副董事长。
2003年，任波音公司董事长兼首席执行官。
2005年，引咎辞职。